# エリザベート＝ルイーズ・ヴィジェ＝ルブラン

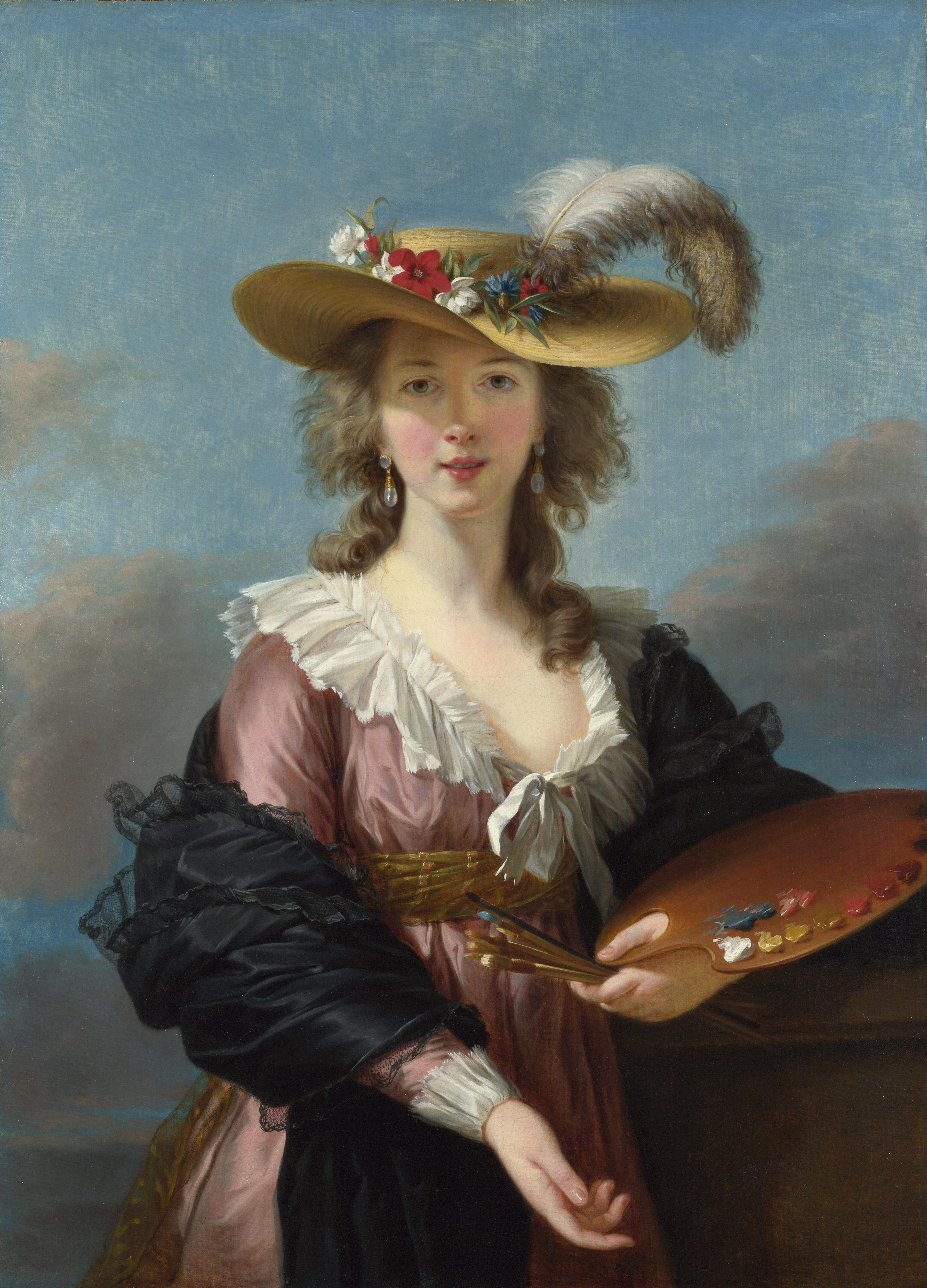
麦藁帽子をかぶった自画像、1782年。

エリザベート＝ルイーズ・ヴィジェ＝ルブラン（フランス語: Marie Élisabeth-Louise Vigée Le Brun、1755年4月16日 - 1842年3月30日）は、フランスの画家。18世紀で最も有名な女性画家であった。

## 生涯
画家ルイ・ヴィジェの娘としてパリで生まれ、親から最初の絵画教育を受けたが 、ガブリエル＝フランソワ・ドワイアン、ジャン＝バティスト・グルーズ、クロード・ジョセフ・ヴェルネ他、当時の大家たちからの助言の方が彼女のためになった。彼女は10代前半ごろには、すでに職業として肖像画を描いていた。アトリエが無許可営業のため差し押さえられてから、組合のサロンに彼女の作品を快く展示してくれた聖ルカ組合に申し込み、1774年10月25日に会員になった。
1776年に、画家で画商であるジャン＝バティスト＝ピエール・ルブランと結婚した。彼女は当時の貴族の多くを肖像画に描き、画家としての経歴を開花させた。マリー・アントワネットの肖像画を描くためヴェルサイユ宮殿に招かれた。王妃は大変喜び、向こう数年間ヴィジェ＝ルブランは王妃や子供達、王族や家族の肖像画を数多く依頼された。王妃とヴィジェ＝ルブランは画家と王妃を超えた友人関係を築いていたといわれる。
1781年にヴィジェ＝ルブランは夫と共にフランドル（現ベルギー）とオランダに旅に出た。フランドルの大家の作品がルブランを刺激し、新しい技法を試みさせた。その場所で、ルブランは後のオランダ王ウィレム1世を含む、数名の貴族達の肖像画を描いた。

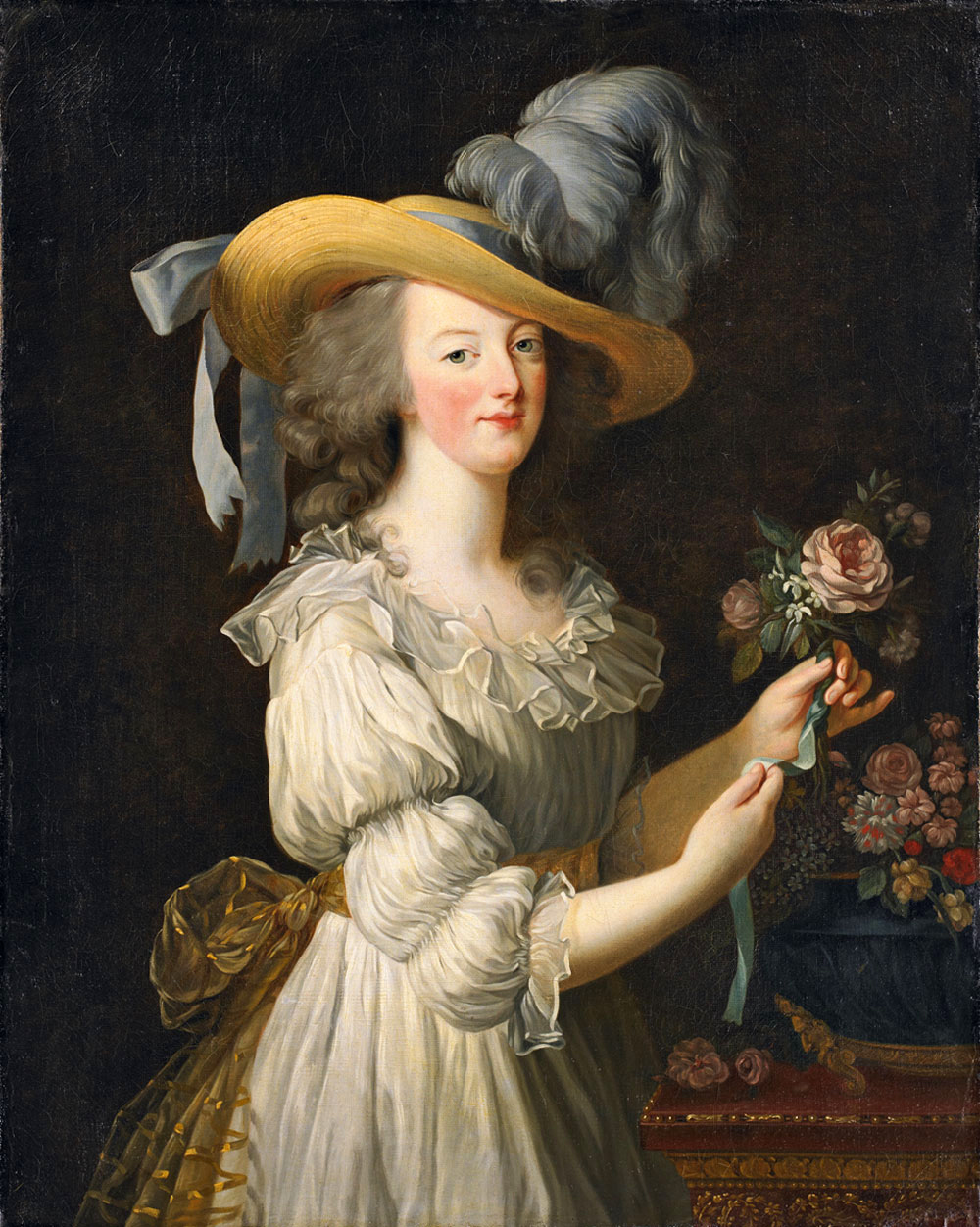
モスリンのシュミーズ・ドレスを着た王妃マリー・アントワネット、1783年。

1783年3月31日、ヴィジェ＝ルブランはフランスの王立絵画彫刻アカデミーの会員に、歴史的寓意画家として迎えられた。女性画家アデライド・ラビーユ＝ギアールも同じ日に入会が認められた。ヴィジェ＝ルブランの入会は、夫が画商であることを理由にアカデミーを統括する男性達に反対されたが、結局、マリー・アントワネットが自分の画家の利益になるよう、夫のルイ16世に相当な圧力をかけたため、彼らの主張は国王の命令により覆された。同日に2名以上の女性の入会が認められたことで、女性と男性メンバーではなく、女性同士が比較されがちになった。
王族が逮捕された後、フランス革命の間ヴィジェ＝ルブランはフランスから逃れ、数年間をイタリア、オーストリア、ロシアで暮らし、画家として働いた。そこでは貴族の顧客との付き合った経験がまだ役立った。ローマでは作品が大絶賛され、ローマの聖ルカ・アカデミーの会員に選ばれた。ロシアでは貴族から歓迎され、女帝エカチェリーナ2世の皇族を多数描いた。ロシア滞在中にヴィジェ＝ルブランはサンクトペテルブルク美術アカデミーの会員になった。
革命政府の転覆後の1802年、ヴィジェ＝ルブランはフランスへ戻った。ヨーロッパ上流階級からの引く手あまたの中、イギリスを訪れ、バイロンを含む数名のイギリス貴族の肖像画を描いた。ナポレオン・ボナパルトの妹の肖像画も手がけたが、ナポレオンとの折り合いが悪くなり、1807年に出国、スイスに赴いて、ジュネーヴ芸術促進協会（Société pour l'Avancement des Beaux-Arts de Genève、現在のジュネーブ芸術協会）の名誉会員になった。フランスが王政復古するとルイ18世に手厚く迎えられ、フランスを安住の地とした。

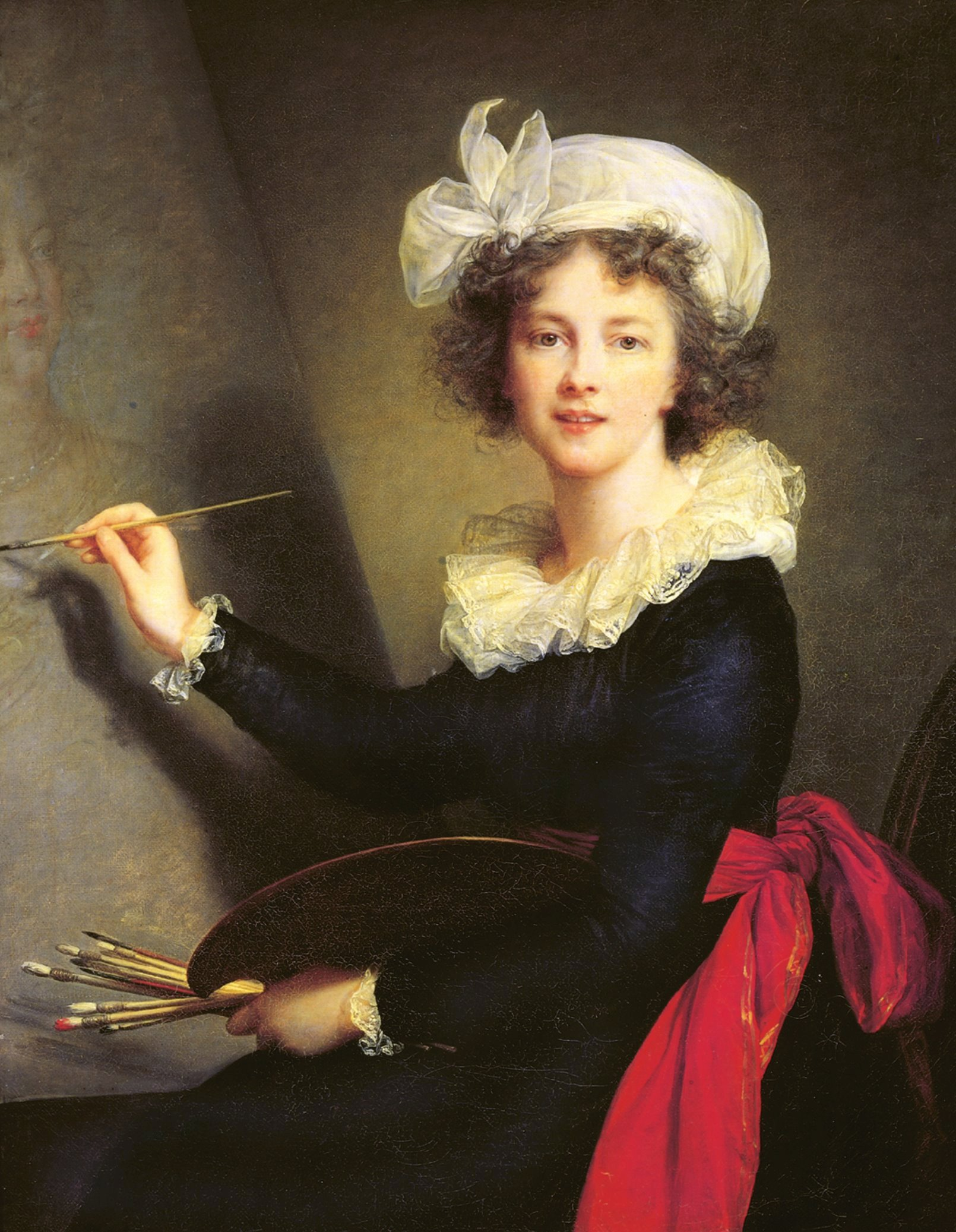
1790年にフィレンツェで描かれた自画像。

その後もヴィジェ＝ルブランは、旺盛な創作活動を続けた。50代でイル＝ド＝フランス、イヴリーヌ県のルーヴシエンヌに家を購入し、1814年の戦争中にその家がプロイセン軍に押収されるまでそこに住んだ。
その後彼女は、1842年3月30日に没するまでパリ、サン・ラザール通り界隈に留まった。ヴィジェ＝ルブランの遺骸はルーヴシエンヌへ引取られ、住み慣れた家の近くの墓地に埋葬された。
エリザベート＝ルイーズ・ヴィジェ＝ルブランの墓碑銘は"Ici, enfin, je repose…"（ここで、ついに、私は休みます…）であった。

## 余録
- ヴィジェ＝ルブランは1835年と1837年に回想録を出版した。それはロイヤル・アカデミーが支配した時代の終わりにおける芸術家の育成について、興味深い視点を提供した。

- ヴィジェ＝ルブランは18世紀の最も重要な女性芸術家だと考えられている。彼女は660の肖像画と200の風景画を残した。優雅な自画像もよく知られる。個人コレクションに加え、彼女の作品はロンドンのナショナルギャラリーのような欧米の主要な美術館で見ることができる。

- 画家としては名声を博したが、夫は賭博好きであり、一人娘も長じてから素行が悪かったなど、家庭的には恵まれなかった。

## ギャラリー

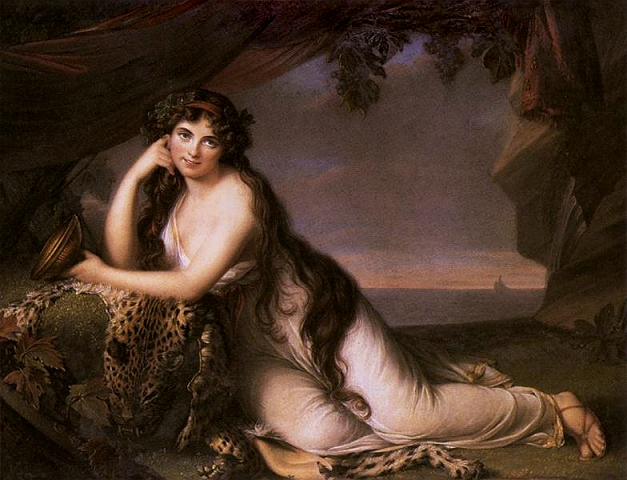
『アリアドネーに扮したハミルトン嬢』（1790年）
1790-1791 :『バッカスの巫女に扮したエマ・ハミルトン』(1791年)
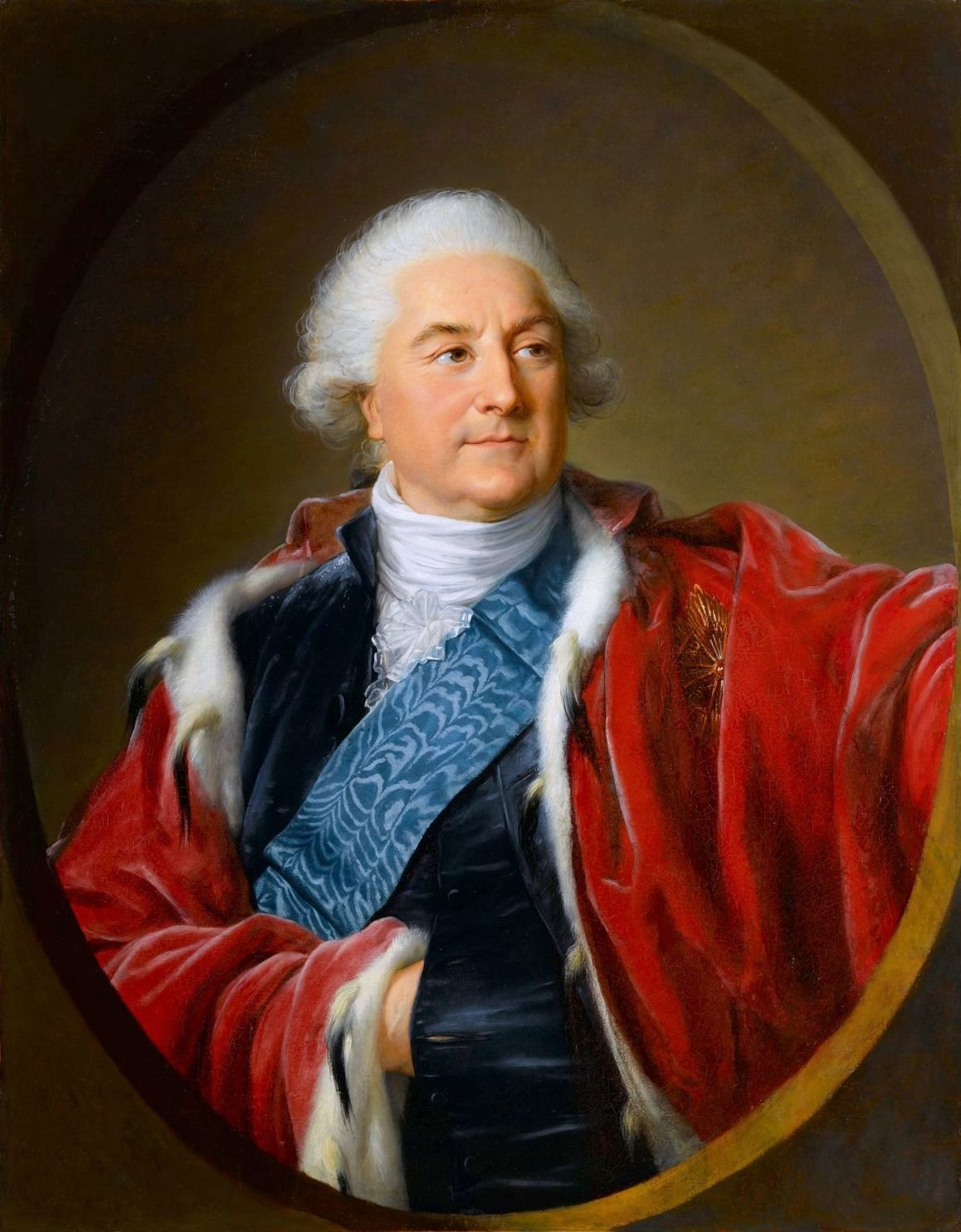
『ポーランド王、スタニスワフ・アウグスト・ポニャトフスキ』（1797年）
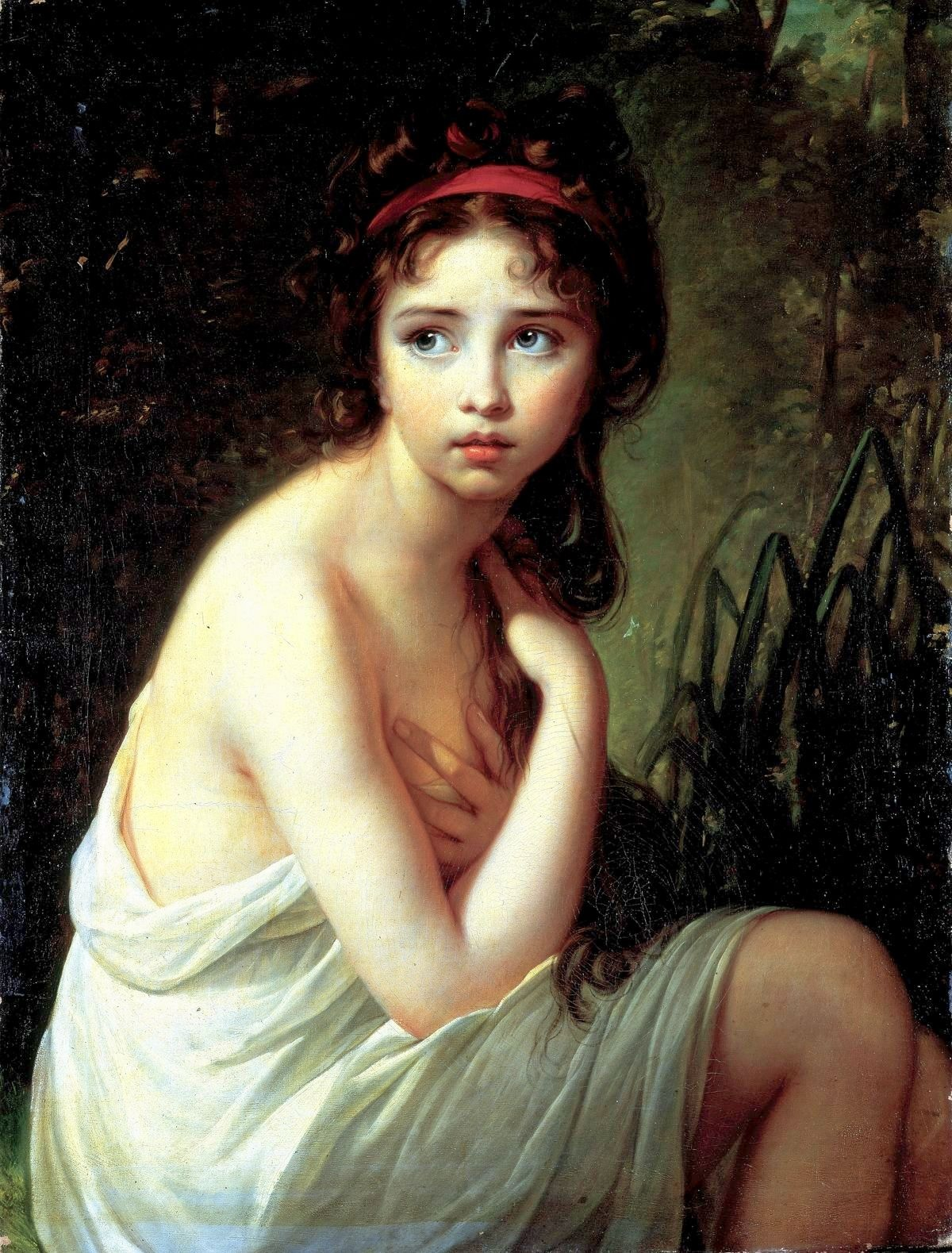
『水浴びをする女性』（1792年）
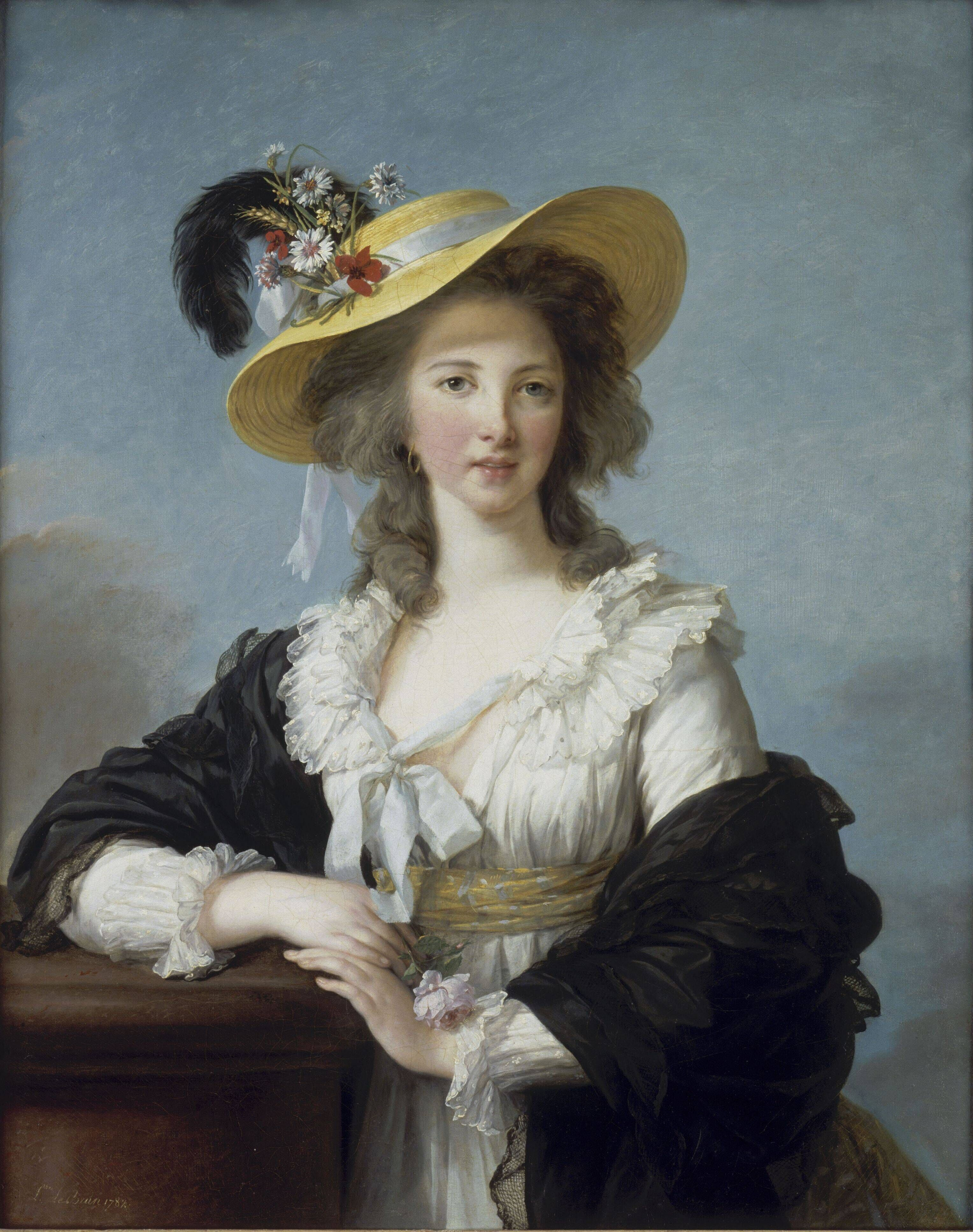
『ポリニャック公爵夫人の肖像』（1782年）
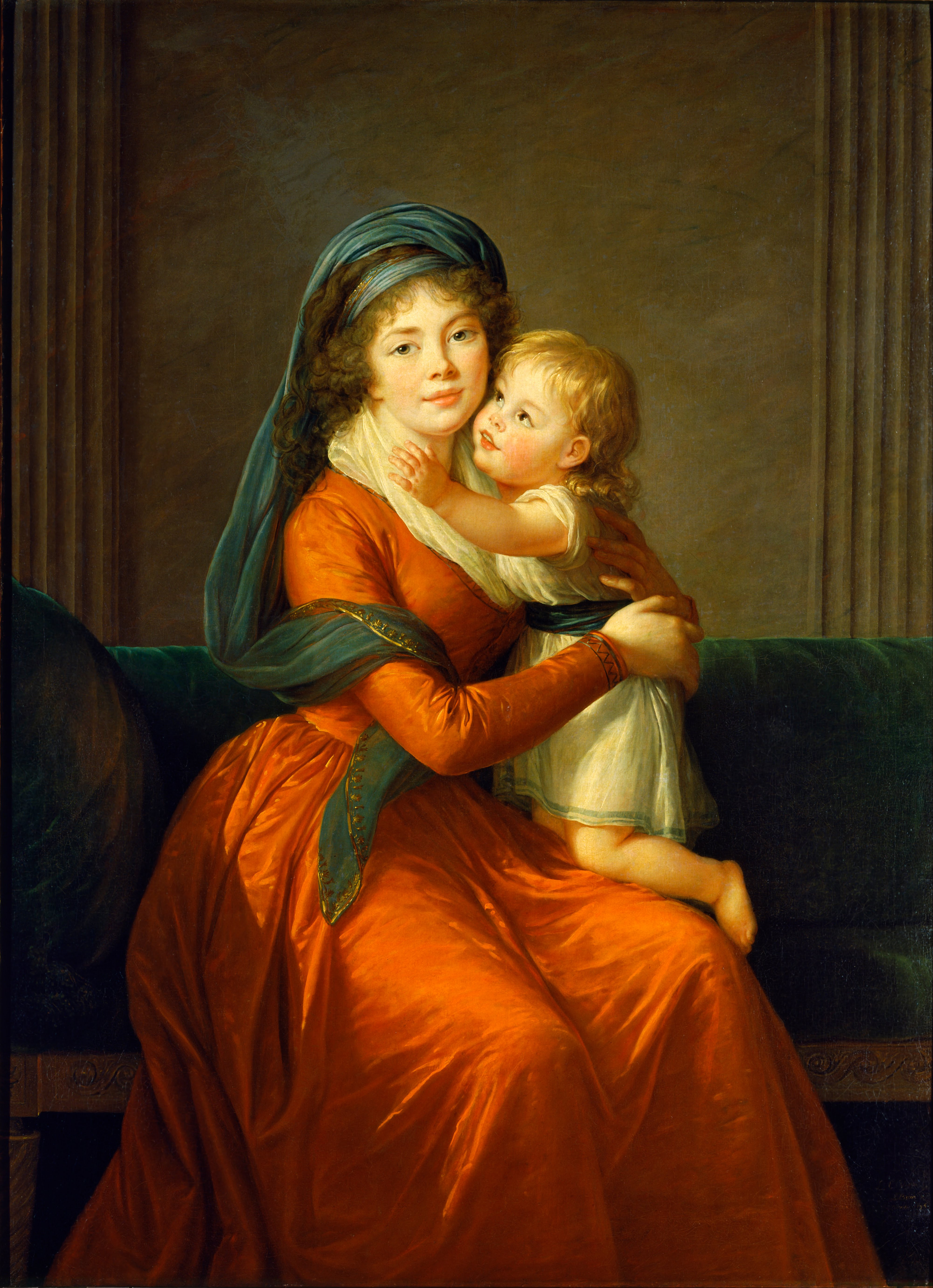
『アレキサンドラ・ゴリシャーナ姫と息子の肖像』（1794年）
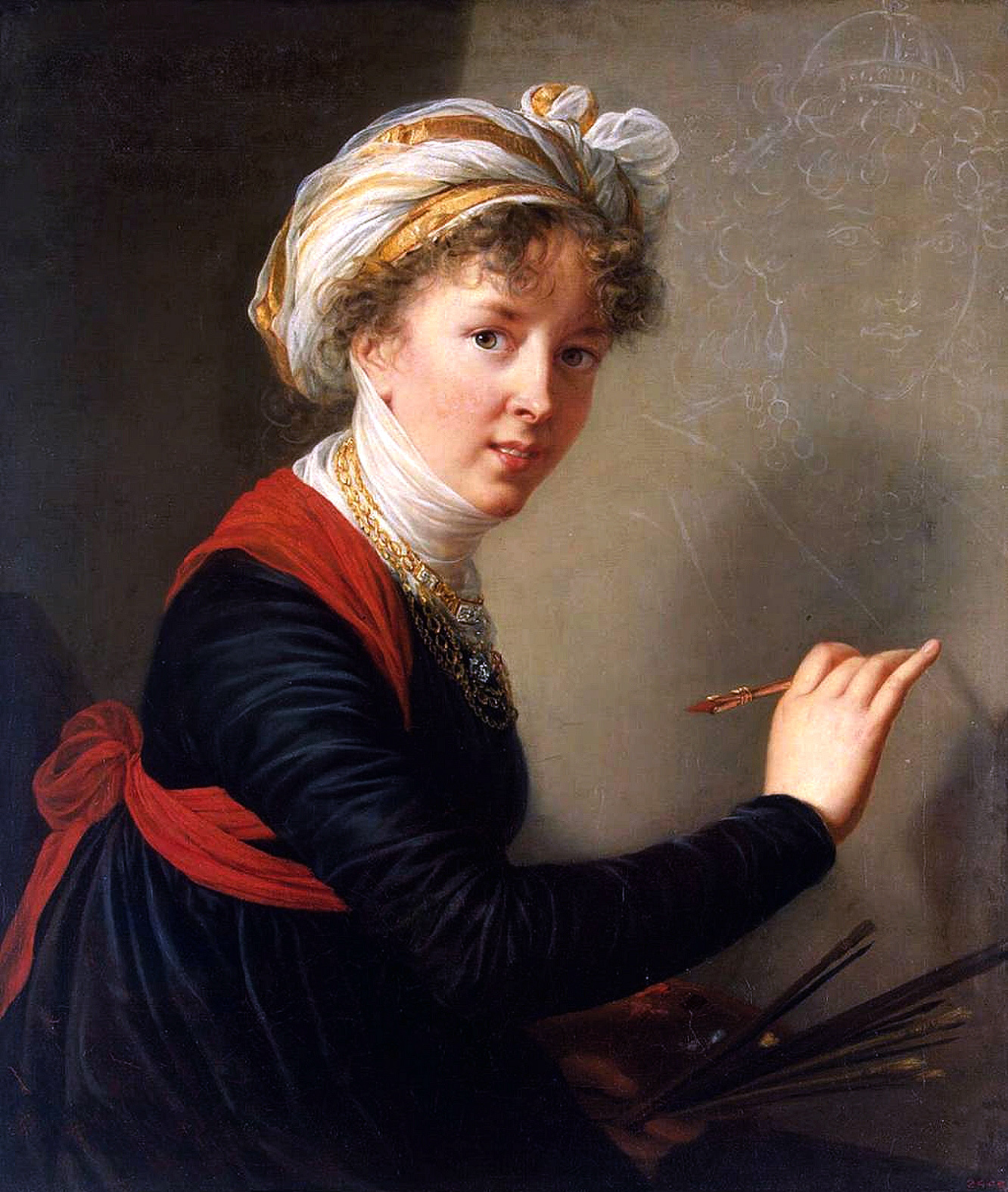
『自画像』（1800年）
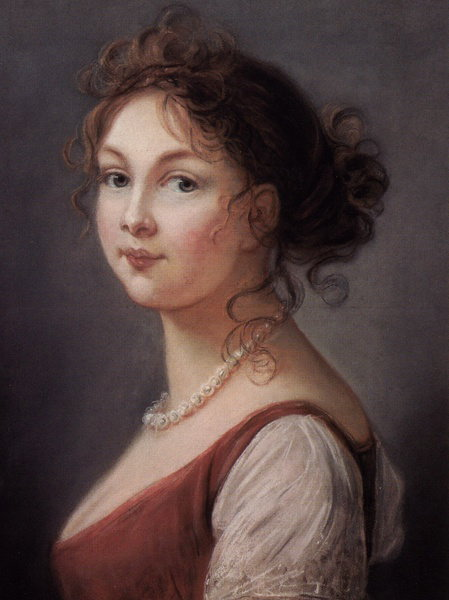
『プロイセンのルイーズ王妃』(1801年)
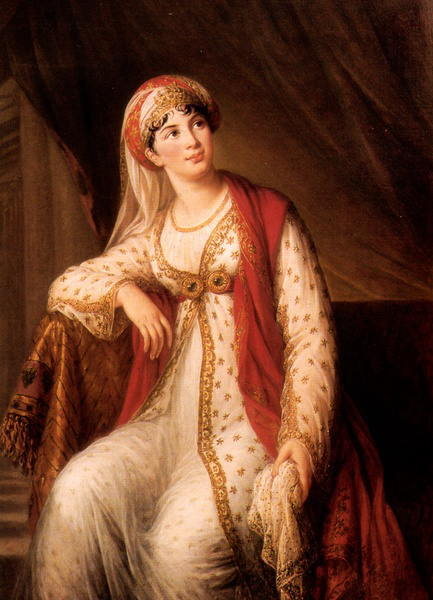
『ザイールに扮する女優 ジュゼッピーナ・グラッシーニ』(1804年)
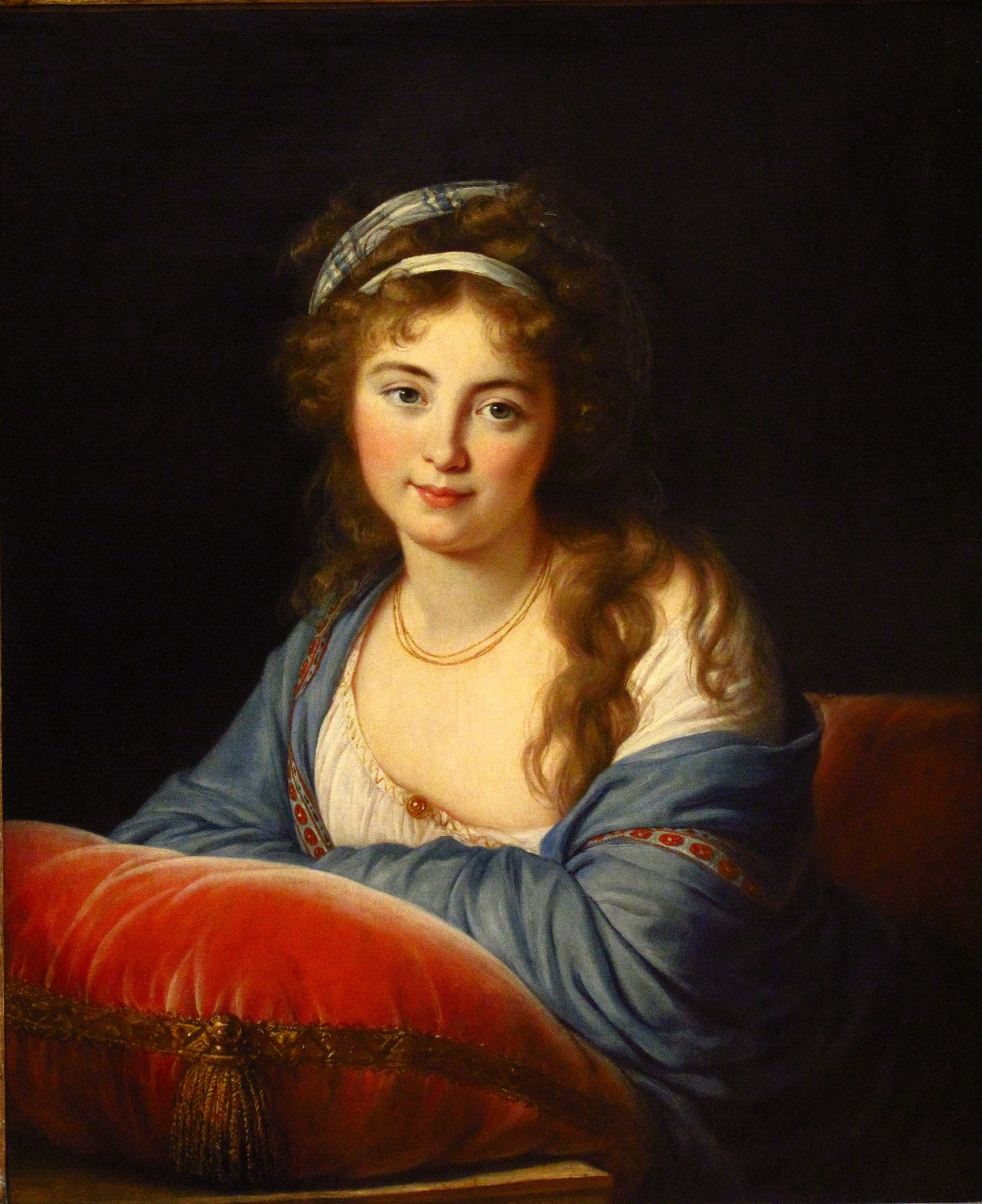
『エカチェリーナ・ヴァシリエヴナ・スカヴロンスキー伯爵夫人の肖像（英語版）』（1796年）

## 伝記
- 石井美樹子『マリー・アントワネットの宮廷画家　ルイーズ・ヴィジェ・ルブランの生涯』河出書房新社、2011年
- 鈴木杜幾子『画家たちのフランス革命　王党派ヴィジェ＝ルブランと革命派ダヴィッド』角川選書、2020年